# Mitromorpha insolens
Mitromorpha insolens is een slakkensoort uit de familie van de Mitromorphidae. De wetenschappelijke naam van de soort is voor het eerst geldig gepubliceerd in 1904 door Casey.